# Olympiadetræning
|  | Denne artikel er oprettet af botten PalnaBot ud fra en ekstern database. Den kan derfor have sproglige fejl eller mangler. Denne skabelon kan fjernes efter kontrol af indholdet. |

Olympiadetræning er en dokumentarfilm instrueret af Olaf Böök Malmstrøm efter manuskript af Gunnar Nu Hansen.

## Handling
Reportagefilm om de danske olympiadedeltageres træning inden afrejsen til London. Man ser repræsentanter for følgende sportsgrene: fodbold, fægtning, brydning, løb, spring, roning, boksning, gymnastik, cykelsport og svømning.